# العصر الحجري المتوسط

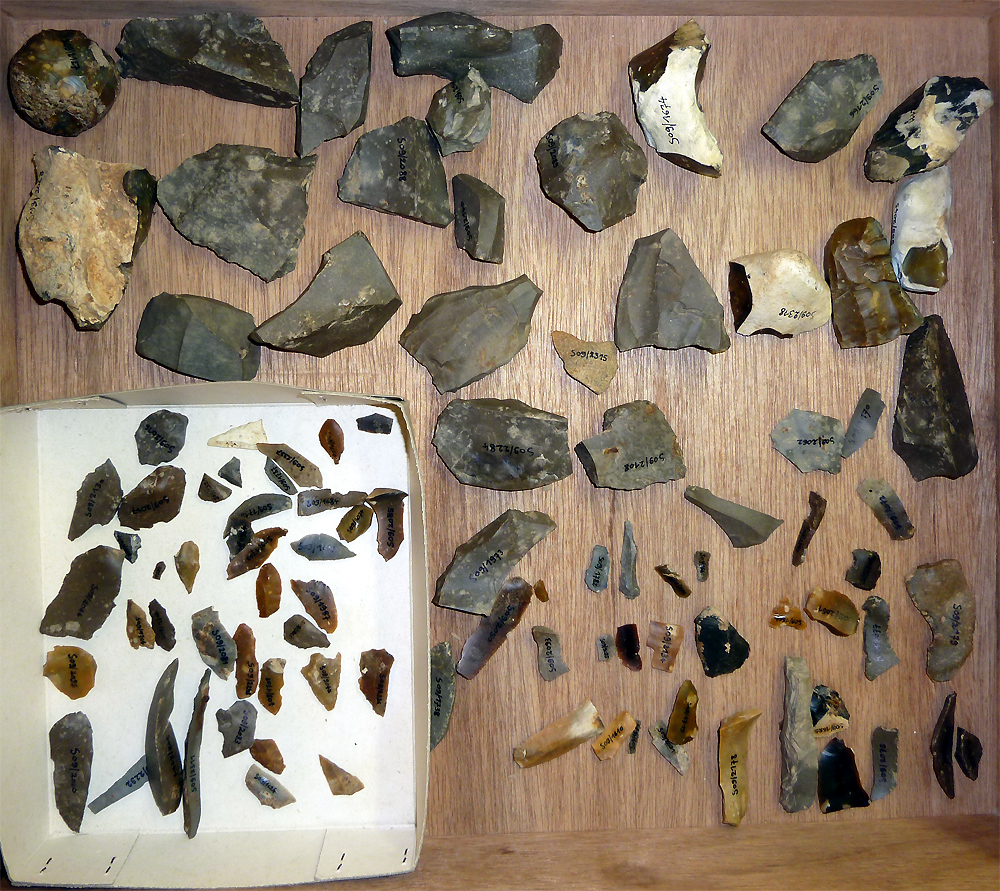
حصوات حجرية من العصر الحجري المتوسط

العصر الحجري المتوسط  (Mesolithic) (اليونانية: ميزو «متوسط»، ليتي «حجر») هو مفهوم أثري يستخدم للإشارة إلى مجموعات معينة من الثقافات الأثرية المحددة والتي تقع بين العصر الحجري القديم والعصر الحجري الحديث.
وتطور هذا المصطلح الشامل للإشارة إلى جميع المواد التي لا تندرج في إطار التصنيفات الأخرى تحت عصر ما قبل التاريخ، وبعد تطوير آلية التأريخ بالكربون المشع أصبح التحديد الطبيعي لتاريخ تلك المواد واضحًا للغاية.
إضافة إلى ذلك، يُستخدم هذا المصطلح للإشارة إلى فترات زمنية متنوعة في مناطق مختلفة من أوراسيا. استخدم هذا المصطلح لأول مرة للإشارة إلى الموارد التي تنتمي إلى فترة ما بعد عصر الهولوسين ولكن قبل بداية العصور الزراعية في شمال غرب أوروبا في الفترة بين عام 10,000 إلى عام 5000 قبل الميلاد تقريبًا، ولكنه ينطبق أيضًا على مواد من بلاد الشام (في حوالي عام 20,000 إلى عام 9500؛ قبل الميلاد)؛ وفي اليابان كانت فترة جومون Jōmon (في حوالي عام 14,000 إلى عام 400؛ قبل الميلاد) يُطلق عليها في بعض الأحيان بالعصر الميزوليتي وينطبق هذا المسمى أيضًا على بعض الثقافات في شبه قارة الهند (في حوالي عام 100,000 إلى عام 30,000؛ قبل الميلاد). وغالبًا ما يستخدم مصطلح «إبياليوليثيك (Epipaleolithic)» للإشارة إلى مناطق خارج أوروبا الشمالية لكنه كان أيضًا المرادف المفضل لدى علماء الآثار الفرنسيين حتى ستينيات القرن العشرين.

## لمحة عامة
العصر الحجري المتوسط هو فترة من عصور أفريقيا ما قبل التاريخ تمتد من العصر الحجري المبكر وحتى العصر الحجري المتأخر. تُصنّف بداية تلك الفترة منذ نحو 280 ألف عام، ويُعتقد أنها انتهت منذ 25 ألف وحتى 50 ألف سنة. تعود أصول بعض الأدوات الحجرية من العصر الحجري المتوسط إلى 500 ألف وحتى 550 ألف سنة، وعلى أساسها، صنّف الباحثون الفترة الزمنية التي بدأ فيها العصر الحجري المتوسط. يُشار عن طريق الخطأ إلى العصر الحجري المتوسط بالعصر الحجري القديم الأوسط في أوروبا، لكن الاثنين مختلفان، وسبب الخلط بينهما هو تزامن الفترة الزمنية لكلٍّ منهما، لكن الفرق بينهما هو وجود نوعٍ مختلفٍ تمامًا من أشباه البشر في العصر الحجري القديم الأوسط، وهو الإنسان البدائي نياندرتال، بينما لم يعش النياندرتال في العصر الحجري المتوسط. بالإضافة لذلك، طرحت الأبحاث المعاصرة لعلم الآثار في أفريقيا دلائل تشير إلى بدء تطور ونمو السلوك الإنساني الحديث والمعرفة في القارة الأفريقية خلال العصر الحجري المتوسط في فترة أبكر من نموهما في أوروبا خلال العصر الحجري القديم الأوسط. يمتاز العصر الحجري المتوسط بوجود الإنسان العاقل المشابه تشريحيًا للإنسان المعاصر، والإنسان العاقل القديم الذي يُدعى في بعض الأحيان بالـ هومو هيلمي. عُثر على الدلائل الأولى في تشكيل غاديموتا الصخري في أثيوبيا، وتشكيل كابثورن في كينيا وكاثو بان في جنوب أفريقيا.

## التطور الإقليمي
هناك مواقع أثرية تعود للعصر الحجري المتوسط في جميع أنحاء القارة الأفريقية، وهي موزعة ضمن 5 مناطق أو أقاليم: أفريقيا الشمالية، والتي تضم أجزاءً من دول المغرب والجزائر وتونس وليبيا. والمنطقة الأخرى هي أفريقيا الشرقية، والتي تمتد من مرتفعات إثيوبيا حتى الجزء الجنوبي من كينيا. ووسط أفريقيا، ويمتد من حدود تنزانيا وكينيا ويشمل أنغولا. منطقة أفريقيا الجنوبية، وتضم عددًا من الكهوف الأثرية في جنوب أفريقيا، ومنطقة أفريقيا الجنوبية.
في أفريقيا الشمالية والغربية، أدى تعاقب دورات الجفاف والرطوبة في الصحراء الأفريقية الكبرى إلى نشوء مواقع أثرية خصبة، تبعها تحوّل الأرض إلى أرض قاحلة، والعكس بالعكس. توثّق المواقع المكتشفة الطبيعةَ المتكيفة لدى البشر الأوائل مع البيئات غير المستقرة مناخيًا.
تمتاز منطقة أفريقيا الشرقية بامتلاكها حفرياتٍ تعطي أدق تأريخٍ لها، وذلك جراء استخدام التأريخ بالإشعاع الكربوني على رواسب الرماد البركاني. وتحوي المنطقة أيضًا بعض أقدم المواقع التي تعود للعصر الحجري المتوسط. لكن بقايا الكائنات الحية ليست مثيرة للاهتمام، وافتقرت مواقع الحفريات، سابقًا، المعاييرَ الموحدة والتصنيف الليثيومي (الحجري). على عكس الوضع في منطقة أفريقيا الشمالية، حيث لم يكن الانتقال بين التقنيات الحجرية سهلًا مثلما يبدو، والسبب يعود غالبًا إلى الظروف الجوية الأكثر ملائمة، والتي سمحت بالعيش المستمر في تلك المواقع. تعكس منطقة أفريقيا الوسطى نمطًا مشابهًا لمنطقة أفريقيا الشرقية، وعلى الرغم من ذلك، من المفروض إجراء المزيد من الأبحاث الأثرية في المنطقة.
تشمل منطقة أفريقيا الجنوبية الكثير من مواقع الكهوف، وتُظهِر عدة مواقع منها –وبشكل دقيق –البدايات والنهايات والتوقفات المتعلقة بتكنولوجيا تصنيع الأدوات الحجرية. تُوصف البحوث في أفريقيا الجنوبية بالمستمرة وموحدة النمط، ما يسمح بإجراء مقارنات موثوقة بين المواقع في المنطقة. تعود الكثير من الدلائل الأثرية المتعلقة بأصول سلوك الإنسان الحديث إلى المواقع الموجودة في تلك المنطقة، منها كهف بلومبوس وهويسنز بوورت وستل باي وبينيكل بوينت.

## الانتقال من العصر الأشولي

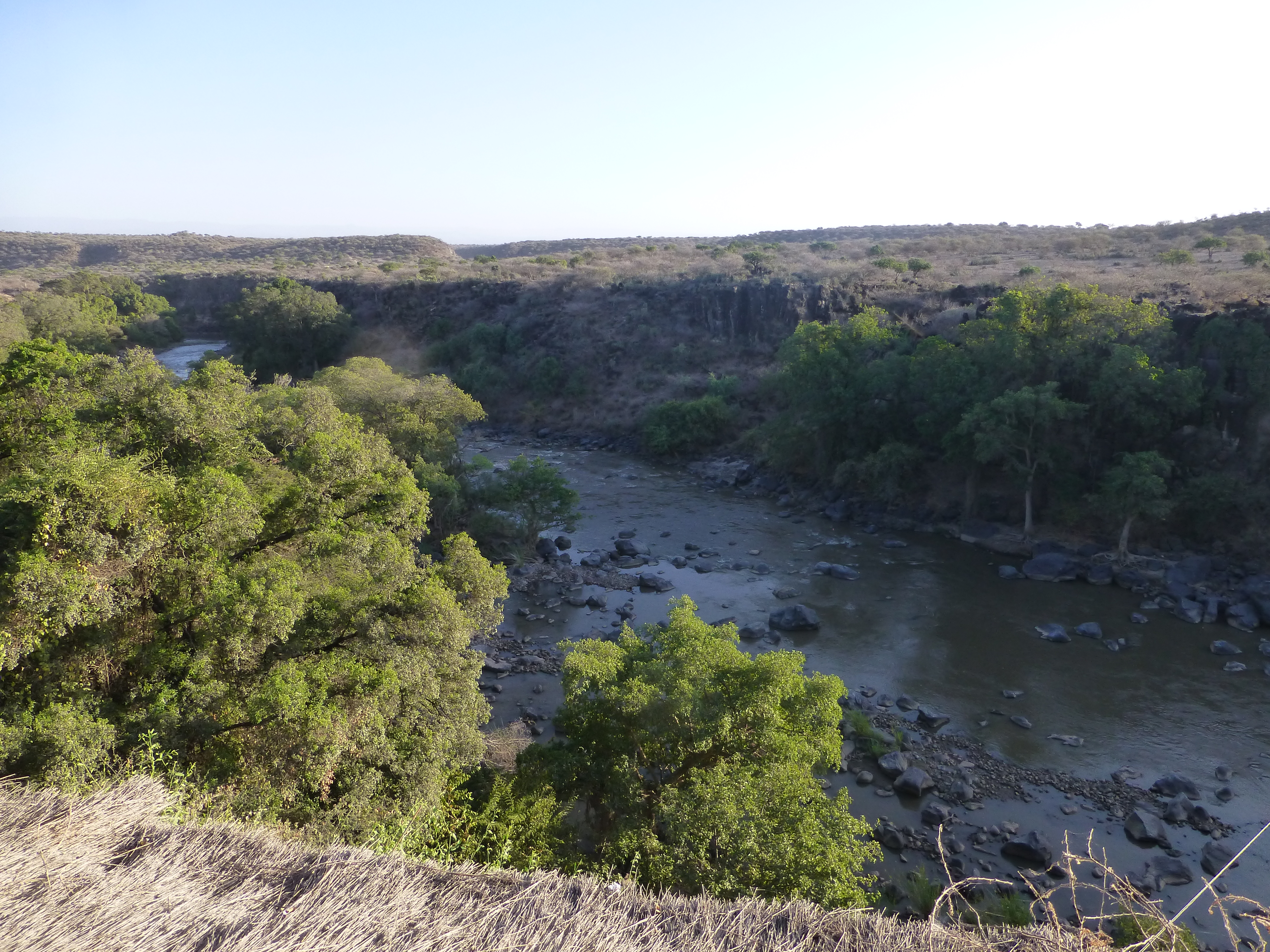
وادي أواش

اقترح مجلس علم آثار أفريقيا عن طريق غودوين وفان ريت لوفي عام 1929 إطلاق مصطلح «العصر الحجري المتوسط». لكن في عام 1965، لم يعد المصطلح مستخدمًا، لكنه ظلّ متداولًا في سياق الصحراء الأفريقية الكبرى، ويبدأ بالانتقال من العصر الأشولي المتأخر، والمعروف بـ «صناعة العصر الحجري». يُعتبر تأريخ عصر صناعة العصر الحجري ضعيفًا، ويبدأ –وفقًا لـ هيريس (2011) –منذ نحو 435 ألف وحتى 511 ألف سنة. واليوم، تُعتبر النهاية الفعلية للحضارة الأشولية –منذ نحو 130 ألف سنة –بداية العصر الحجري المتوسط. إذًا، يرتبط العصر الحجري المتوسط بزوال الإنسان البدائي وظهور الإنسان الحديث تشريحيًا (الإنسان العاقل).
في اصطلاح آخر، أو مواضع أخرى، يشير مصطلح العصر الحجري المتوسط إلى المواقع التي تتسم باستخدام تقنيات تشذيب الحجارة من أجل إنتاج القُشَارة (حجارة على شكل صفيحة)، باستثناء المواقع الأشولية التي تحوي سواطير كبيرة أو البلطات اليدوية. ووفقًا لمكبريري وترايون (2006)، يشير مصطلح «العصر الحجري المتوسط المبكر» إلى المواقع التي يسبق زمن وجودها الفترة بين العصرين الجليديين، أي منذ أكثر من 126 ألف سنة. ويشير مصطلح «العصر الحجري المتوسط المتأخر» إلى المواقع التي وُجدت منذ 126 ألف سنة وما بعد. وفقًا لهذا الاصطلاح، تُعتبر مواقع صناعة العصر الحجري، والتي يعود زمن وجودها إلى 500 ألف وحتى 300 ألف سنة، ضمن العصر الحجري المبكر، بينما يبدأ العصر الحجري المتوسط منذ نحو 280 ألف سنة وما بعد، ويرتبط بشكل كبير بظهور الإنسان العاقل، وبهذا، يكون أقدم موقع من العصر الحجري المتوسط، والمؤرخ بشكل موثوق، هو موقع غاديموتا في إثيوبيا شرق أفريقيا، إذ يعود زمن وجوده لـ 276 ألف سنة. يشكل وادي آواش الأوسط في إثيوبيا ووادي الصدع الرئيس في كينيا مركزين رئيسيين للنمو السلوكي. ويُرجح أن تكون الكتلة الحيوية الثديية الأرضية والكبيرة في تلك المناطق مسؤولة عن دعم التعداد السكاني الملحوظ واستمراريته، وظهور أنماط من الصناعة مشابهة لتلك التي ابتدعها مَنْ يُعرفون إثنوغرافيًا بالعلّافين.
تمتد الدلائل الأثرية المعثور عليها في أفريقيا الشرقية من وادي الصدع في إثيوبيا إلى تنزانيا الشمالية، وتمثّل أكبر أدلة أثرية عن الانتقال من الأشولية المتأخرة إلى العصر الحجري المتوسط وأدواته التقنية. يتصف هذا الانتقال بالتدرج الاستراتُجرافي (خاص بعلم طبقات الصخور) لأدوات العصر الحجري الأشولي –مثل تقنية البلطة مزدوجة الوجه –السابقة أو حتى المعاصرة لتقنيات العصر الحجري المتوسط، مثل أدوات تشذيب الحجارة والقشارة والقشارة المدببة والأدوات الأصغر ذات الوجهين والشكل الشبيه بالقذيفة، وفي حالات نادرة، الأدوات المزودة بمقبض. هناك دلائل أخرى على الاستبدال التدريجي للتقنيات الأشولية بتلك التي تنتمي للعصر الحجري المتوسط، وتستند على التدرج الطبقي والتموضع المعاصر، وأيضًا على الظهور المبكر لتقنيات العصر الحجري المتوسط في غاديموتا، وآخر التقنيات الأشولية في تشكيل بوري ضمن إثيوبيا، والتي تعود لـ 154 ألف وحتى 160 ألف سنة. يشير ذلك إلى احتمال وجود تداخل قدره 100 ألف–150 ألف سنة.
عُثر في مواقع كهوف جنوب أفريقيا على أدوات من العصر الأشولي المتأخر تعود للإنسان العاقل. يحتوي كهف هيرثس وكهف مونتاغ في جنوب أفريقيا على دلائل تشير إلى وجود تقنيات العصر الأشولي، وأخرى تعود إلى العصر الحجري المتوسط، ولكن لا وجود لتداخل بين العصرين في تلك المنطقة.
وُثّق وجود مواقع أشولية تعود للعصر الحجري المبكر في غرب أفريقيا (عدا معظم المناطق الاستوائية)، لكن أغلبها بقي بدون تأريخ. أُرخت بعض الموقع التي تعود للعصر الأشولي المتأخر. تُعرف المواقع التي تعود للعصر الحديث الأقرب المتوسط (قبل 126 ألف سنة) من المناطق الساحلية الشمالية، بينما تُعرف المواقع التي تعود للعصر الحديث الأقرب المتأخر (منذ 126 ألف سنة وما بعد) من أفريقيا الغربية الشمالية والجنوبية.